# Subhas Chandra Bose

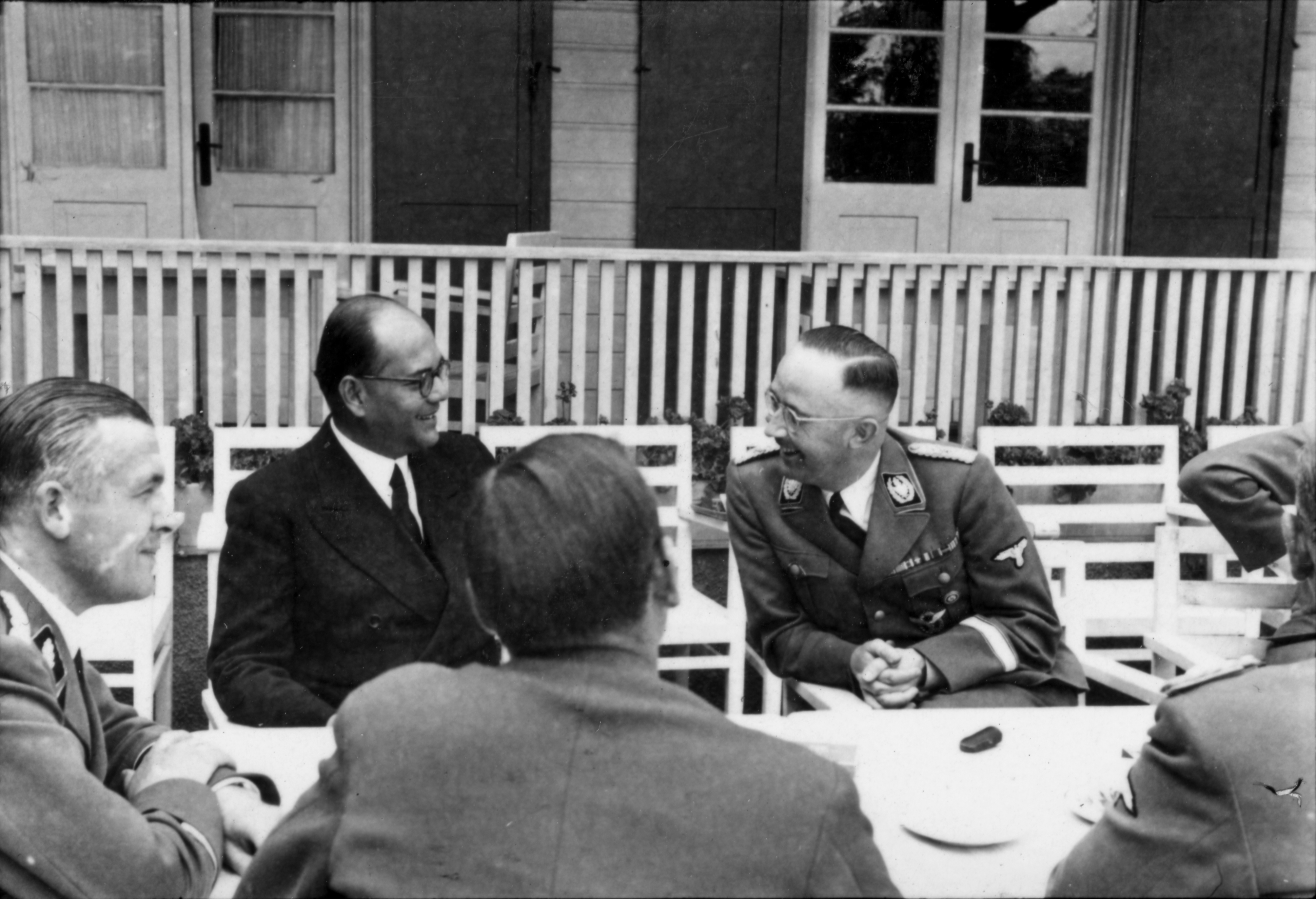
Bose med Heinrich Himmler, 1943.

Subhas Chandra Bose, även känd som Netaji, född 23 januari 1897 i Cuttack, Odisha, död 18 augusti 1945 (officiellt dödsdatum; egentligt datum okänt), var en indisk (bengalisk) politiker och en av ledarna för Kongresspartiet i Brittiska Indien. Han var beryktad för sitt ledarskap i Indian National Army, en militär styrka som stred tillsammans med axelmakterna under andra världskriget.
Bose var ordförande för Kongresspartiet, och omvaldes till ordförandeposten under häftig opposition från Mahatma Gandhi, som förordade Pattabhi Sitaramayya för posten. Gandhis motstånd mot Bose tvingade honom dock att lämna ordförandeposten och partiet under sittande mandatperiod, för att istället grunda och leda partiet All India Forward Bloc, som existerar än idag.
Vid andra världskrigets inledning flydde Bose, som var under brittisk husarrest, först till Sovjetunionen och sedan till Tyskland för att vinna internationellt stöd för kampen för indisk självständighet. Bose befann sig i Tyskland samtidigt som landet angrep Sovjetunionen 1941, och var en av få som befann sig i Tyskland som öppet fördömde angreppet. Något stöd från varken sovjetisk eller tysk sida stod dock ej att vinna, varför Bose istället med bättre resultat vände sig till Hideki Tojos regering i Japan.
Den 21 oktober 1943 deklarerade Bose från Singapore att en provisorisk indisk exilregering (Provisional Government of Azad Hind) hade bildats.
De trupper som stod under Boses befäl kom sedan att kämpa med stor tapperhet på japanernas sida, bl.a. vid erövringen av Burma. I krigets slutskede lyckades INA gå in i nordöstra Indien, och utkämpade slag mot britterna i Nagaland. Efter japanernas kapitulation föll dock INA samman. INA kapitulerade dock aldrig. Enligt officiella uppgifter omkom Bose över Taiwan under resa till Tokyo. Vissa konspirationsteorier florerar dock kring hans död, och vissa grupper ansåg att Bose överlevt, för att möta ett annat, okänt öde. En vanlig teori är att han dog i sovjetisk fångenskap.